# Vía Dorada
El complejo Vía Dorada es un conjunto de dos torres habitacionales y centro comercial ubicado en Pachuca, Hidalgo. El complejo se encuentra ubicado en la avenida ferrocarril central #121 frente al Parque David Ben Gurion; fue diseñado por el arquitecto mexicano Fernando M. bajo la firma de "A + DI" Arquitectos.
El complejo fue presentado en el año 2017 como proyecto por los desarrolladores (Grupo CELMI); la primera piedra se colocó a finales de 2017. A mediados del mes de mayo de 2019, año en que se dieron por terminadas las estructuras.

## La forma
- La Torre A de Vía Dorada tiene 80.10 m y la Torre B tiene una altura de 77 m de altura, ambas con 21 pisos, y su uso es mixto aunque principalmente residencial.

## Detalles importantes
- Por un lapso reducido de tiempo fue el edificio más alto del estado de Hidalgo.
- La construcción del complejo comenzó en 2017 y finalizó en 2021.
- La tecnología de la estructura es híbrida y los materiales que se usaron en su construcción fueron: fachada de vidrio tipo cortina, acero estructural y de refuerzo, así como concreto estructural.
- El uso principal de ambas torres es de uso habitacional.
- La estructura se terminó en junio del 2019; los acabados internos de las torres ya se encuentran concluidos en su totalidad (2020).
- Cuenta con 4 niveles subterráneos de estacionamiento.
- En la zona comercial del nivel 2 se encontrará el codiciado centro gastronómico, único en México.
- En el piso 3, en la azotea del centro comercial, tiene uno de los roof gardens más grandes de México.
- En el piso 19, tiene una alberca que une a las dos torres con vistas panorámicas a la ciudad.
- Cuenta con el primer helipuerto en un edificio en la ciudad de Pachuca de Soto.